# 天津建筑工程学院
天津建筑工程学院，1958年由天津工业学校土木科和原河北工学院高职部土木科合并建成，成立时学校规模为4000人，校址在天津市红桥区光荣道。中国近代建筑师阎子亨任院长，马子垣为党委书记。1961年，与天津机电学院、天津化工学院合并组建天津工学院。